# Katherine-teorin
Katherine-teorin (Originaltitel: An Abundance of Katherines) är en ungdomsbok av den amerikanska författaren John Green som gavs ut år 2006 i USA.

## Handling
När det kommer till relationer är Colin Singletons typ tjejer som heter Katherine. Och när det kommer till tjejer som heter Katherine blir Colin alltid dumpad. Nitton gånger, för att vara exakt. Efter det senaste uppbrottet åker Colin på en långresa många mil hemifrån. Detta underbarn har 10.000 dollar i fickan, en blodtörstig vild gris i sina spår, sin överviktige Judge Judy-älskande bästa vän vid namn Hassan Harbish vid sin sida, men inga Katherines. Colin är på ett uppdrag för att bevisa satsen för Grundläggande Katherines Förutsägbarhet, som han hoppas kommer att förutsäga framtiden för varje relation, hämnas sina ex överallt, och få honom att till slut få tjejen. Alla svaren får vi när Colin hamnar i Gutshot, Tennessee.